# Wolfgang Altenburg

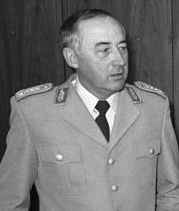
Wolfgang Altenburg (1983)

Wolfgang Altenburg (* 24. Juni 1928 in Schneidemühl; † 25. Januar 2023 in Travemünde) war ein General a. D. der Bundeswehr. Er war von 1983 bis 1986 der 8. Generalinspekteur der Bundeswehr und von 1986 bis 1989, als dritter General der Bundeswehr nach Adolf Heusinger und Johannes Steinhoff, Vorsitzender des NATO-Militärausschusses.

## Leben
1944 kam Altenburg als Marinehelfer nach Helgoland. Nach der Kriegsgefangenschaft wurde er im Raum Bremen heimisch und durchlief eine Berufsausbildung zum Hotelfachmann. Er arbeitete von 1945 bis 1956 bei den Dienstgruppen der US-Streitkräfte in Deutschland. Dabei war er in einer leitenden Position im Nahrungsmittel- und Versorgungsbereich in Bremen tätig.
1956 trat Altenburg als Offizieranwärter in die Bundeswehr ein. Nach Abschluss der Offizierausbildung beim Artillerielehrbataillon in Idar-Oberstein und Truppenverwendungen als Zugführer und Personaloffizier in Bremen-Grohn wurde er Batteriechef einer Honest-John-Batterie im Raketenartilleriebataillon 32 in Dörverden. 1962 bis 1964 wurde er an der Führungsakademie der Bundeswehr im 5. Generalstabslehrgang Heer an der Führungsakademie der Bundeswehr in Hamburg zum Offizier im Generalstabsdienst ausgebildet. Es folgten Stabs- und Führungsaufgaben im In- und Ausland u. a. als G1-Generalstabsoffizier im Stab der 6. Panzergrenadierdivision in Neumünster, als G3-Generalstabsoffizier der Panzerbrigade 18 ebenfalls in Neumünster und von 1968 bis 1970 als Kommandeur des Feldartilleriebataillons 61 in Albersdorf. Danach war er als Hilfsreferent im Bundesministerium der Verteidigung persönlicher Referent und Presseoffizier beim Inspekteur des Heeres, Generalleutnant Albert Schnez.
Im Oktober 1971 wurde er stellvertretender Leiter der Sektion für nuklearpolitische Fragen (Deputy Chief Nuclear Policy Section) beim Supreme Headquarters Allied Powers Europe (SHAPE). 1973 bis 1975 war er Referatsleiter III 1 im Führungsstab der Streitkräfte im Bundesministerium der Verteidigung, zuständig für militärpolitische Grundsatzfragen. Verwendungen 1975–1976 als Kommandeur der Panzergrenadierbrigade 7 in Hamburg-Fischbek, ab 1976 als stellvertretender bzw. ab 1978 als Stabsabteilungsleiter FüS III im Führungsstab der Streitkräfte, zuständig für Militärpolitik und Führung, schlossen sich an.
1979 wurde Altenburg Deutscher Militärischer Vertreter beim Military Committee NATO, auch NATO-Militärausschuss genannt. Danach war er ab 1980 Kommandierender General des III. Korps und von 1983 bis 1986 Generalinspekteur der Bundeswehr als Nachfolger von Jürgen Brandt. 1986 wählten ihn die Generalstabschefs der NATO zum Vorsitzenden des NATO-Militärausschusses, der höchsten militärischen Instanz der Allianz. Er beendete seine Dienstzeit 1989 in Brüssel.
Seit 1990 übte General a. D. Altenburg beratende Tätigkeiten in Fragen der Sicherheits- und Militärpolitik aus, u. a. bei der NATO, bei in- und ausländischen Regierungs- und Studieninstituten sowie im Wirtschafts- und Industriebereich. Hinzu kam Vortrags- und Medienarbeit. Von 1991 bis 1994 war er Präsident der Clausewitz-Gesellschaft. Wolfgang Altenburg war Mitglied des Stiftungsrats der Bürgerstiftung Bremen.
Wolfgang Altenburg war verheiratet. Er hatte drei Kinder, sechs Enkelkinder und einen Urenkel.

## Ehrungen und Auszeichnungen
- Verdienstorden der Bundesrepublik Deutschland
  - 1980: Verdienstkreuz I. Klasse
  - 1984: Großes Verdienstkreuz
  - 1986: Großes Verdienstkreuz mit Stern
  - 1989: Großes Verdienstkreuz mit Stern und Schulterband
- 1983: Legion of Merit
- 1984: Mitglied der Ehrenlegion (Kommandeur)
- 1986: Großkreuz des spanischen Verdienstordens des Heeres (weiß)
- 1986: Großkreuz des Verdienstordens der Italienischen Republik
- 1987: Legion of Merit (Commander)
- 1989: Großkreuz des portugiesischen Christusordens
- 1989: Großkreuz des spanischen Verdienstordens der Marine (weiß)
- 1989: Ehrenkreuz der Türkischen Streitkräfte
- 1995: Ehrenmitglied der Clausewitz-Gesellschaft
- 2003: Lucius D. Clay Medaille
- 2008: Ehrenpräsident der Clausewitz-Gesellschaft

## Schriften (Auswahl)
Monografien / Herausgeberschaften
- Die Bundeswehr – hier und heute! (= Gesellschaftspolitische Schriftenreihe des AGV Metall Köln. 31). Hrsg. durch den Arbeitgeberverband der Metallindustrie, Köln 1985, ISBN 3-88575-028-7.

Beiträge in Sammelbänden
- Militärstrategische Überlegungen zur Sicherheit Westeuropas. In: Peter-Kurt Würzbach (Hrsg.): Die Atomschwelle heben. Moderne Friedenssicherung für übermorgen. Bernard und Graefe, Koblenz 1983, ISBN 3-7637-5444-X, S. 107 ff.
- Welche Tradition hat und Braucht die Bundeswehr?. In: Andreas Prüfert (Hrsg.): Bundeswehr und Tradition. Zur Debatte um das künftige Geschichts- und Traditionsverständnis in den Streitkräften (= Forum innere Führung. Bd. 7). Nomos, Baden-Baden 2000, ISBN 3-7890-6762-8, S. 28 ff.
- Die Nuklearstrategie der Nordatlantischen Allianz. Vom Gegeneinander zum Miteinander im Ost-West-Verhältnis. In: Klaus-Jürgen Bremm, Hans-Hubertus Mack, Martin Rink (Hrsg.): Entschieden für Frieden. 50 Jahre Bundeswehr. 1955 bis 2005. Rombach, Freiburg im Breisgau 2005, ISBN 3-7930-9438-3, S. 63 ff.